# Ziemowit Szczerek

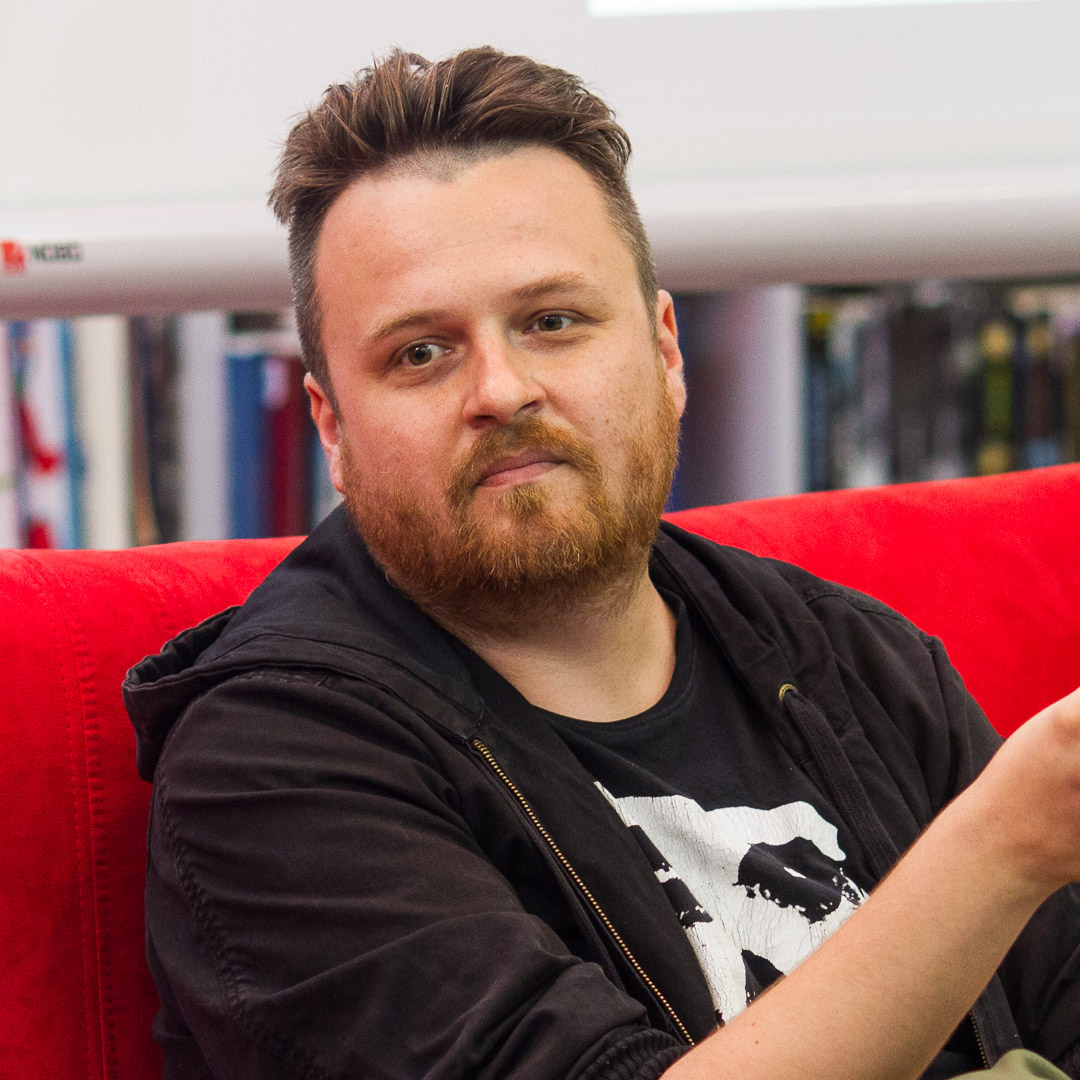
Ziemowit Szczerek (2015)

Ziemowit Cyprian Szczerek (* 10. April 1978 in Radom) ist ein polnischer Schriftsteller, Übersetzer und Journalist.

## Biographie
Ziemowit Szczerek wurde als Sohn des Ingenieurs und jetzigen Professors für Tribologie Marian Szczerek geboren, studierte zunächst Rechtswissenschaften und schloss nach dem Studienabschluss hierauf an der Jagiellonen-Universität in Krakau das Aufbaustudium in Politikwissenschaft an. In der Folge begann er in verschiedenen, vor allem in Krakau erscheinenden politikwissenschaftlichen Zeitschriften und Zeitungen zu publizieren, unter anderen in Nowa Europa Wschodnia, in der englischsprachigen Version New Eastern Europe, Polityka sowie in der Gazeta Wyborcza und in dem Tygodnik Powszechny. Weitere Beiträge erschienen auf Internetseiten wie interia.pl in Polen und später Zbrucz.eu und Zaxid.net in der Ukraine. Außerdem führt Szczerek seit langem verschiedene blogs. Mit dem Beginn seiner literarischen Veröffentlichungen begann Szczerek an Literaturfestivals und Buchmessen in Polen und der Ukraine teilzunehmen. 

## Werk
Seinen eigenen Weg und Durchbruch fand Szczerek, nachdem er den Grundtext des sogenannten Gonzo-Journalismus von Hunter S. Thompson, The Kentucky Derby Is Decadent and Depraved aus dem Jahr 1970 2013 in der Krakauer Kunst- und Kultur-Zeitschrift Ha!art auf Polnisch veröffentlicht hatte. Diese Form ultrasubjektiver ironischer Darstellung, die den Leser den Beobachtungen und Bewertungen zunächst zustimmen lässt, dann aber zu Zweifel und Nachdenken anregt, griff Szczerek nun auf, um verbreiteten westlichen Vorurteilen und Stereotypen über Osteuropa als der „Wilde Osten“ den Garaus zu machen. Als sein erster Gonzo-Roman erschien im Frühjahr 2013 der Roman „Mordor kommt und frisst uns auf oder eine geheime Geschichte der Slawen“. Der ukrainische Schriftsteller Andrij Bondar übersetzte die fiktive Reisereportage quer durch die Ukraine umgehend ins Ukrainische, ihm folgten 2016 eine ungarische und schließlich 2017 die deutsche Übersetzung. Das ukrainische Thema fortsetzend veröffentlichte Szczerek 2015 den Band „Tattoo mit Dreizack (Trysub)“, in dem er die Stereotype über den ukrainischen Nationalismus aufs Korn nimmt. Im Wechsel zu der ukrainischen Thematik, der er sich wie viele Polen verbunden sieht, deren Familien im Nachgang des Zweiten Weltkrieges aus Ostgalizien vertrieben oder umgesiedelt wurden, widmete er sich in drei weiteren Büchern den Absurditäten des polnischen Lebens: „Die gewonnene Republik“ (2013), die eine alternative Geschichtsdarstellung Polens vom Zweiten Weltkrieg bis in die Gegenwart bietet, „Sieben“ (2014, deutsch 2019), die der polnischen Autobahn von Krakau nach Warschau folgt, und zuletzt „Intermarium“ (2017), wo er sich zwischen St. Petersburg und Istanbul, dem Donbass und der Insel Rügen bewegt. Sein Debüt indes war der Kurzgeschichten-Band „Ein Päckchen Radomer“ (2010), den er gemeinsam mit Marcin Kępa verfasst hat. 
Szczerek räumt als literarischer Enkel kakanischer Satire-Autoren wie Ephraim Kishon oder Gregor von Rezzori gewieft, poetisch, umwerfend-komisch und brillant-unterhaltsam mit den ignorant-arroganten westlichen Perspektiven auf, hierin liegt seine aufklärerische und literarische Bedeutung.

## Auszeichnungen und Nominierungen
- Paszport Polityki (2013) in der Kategorie Literatur für „Mordor“
- Nike (2015) für „Mordor“ – nominiert
- Mitteleuropäischer Literaturpreis Angelus (2015) für „Sieben“ – nominiert unter den 7 Finalisten
- Nike (2016) für „Tattoo mit Trysub“ – nominiert unter den 7 Finalisten
- Internationaler Literaturpreis (2017) für „Mordor“ – auf der Shortlist der 6 Finalisten[3]

## Bibliographie
- (gemeinsam mit Marcin Kępa) Paczka Radomskich (Ein Päckchen Radomer). Wydawnictwo Marcin Kępa i Paczka Radomskich, Radom 2010.
- Przyjdzie Mordor i nas zje, czyli tajna historia Słowian. Korporacja Ha!art, Krakau 2013.
  - Прийде Мордор і нас з`їсть, або темна історія слов`ян, übers. von Andrij Bondar. Tempora, Kiew 2014.
  - Jon Mordor es felfal minket. Übers. von Korner Gabor. Typotex, Budapest 2016.
  - Mordor kommt und frisst uns auf. Übers. von Thomas Weiler. Voland & Quist, Dresden 2017. Vgl. Jens Biskys Rez. in der Süddeutschen Zeitung vom 25. April 2017, online , (abgerufen am 2. Juni 2017).
- Rzeczpospolita zwycięska. Alternatywna historia Polski, Znak, Krakau 2013.
- Siódemka (Die Sieben). Korporacja Ha!art, Krakau 2014.
  - Сімка, übers. von Andrij Bondar. Tempora, Kiew 2016.
  - Sieben. Das Buch der polnischen Dämonen. Übers. von Thomas Weiler. Voland & Quist, Berlin 2019.
- Tatuaż z tryzubem (Tattoo mit Trysub). Czarne, Wołowiec 2015.
- Międzymorze (Intermarium). Agora/Czarne, Warschau 2017.
  - Intermarium (Auszüge). Übers. von Thomas Weiler. In: Jahrbuch Polen 2019, 175-200.
- Siwy dym albo pięć cywilizowanych plemion (Grauer Dunst). Czarne, Wołowiec 2018.
- (Übersetzer) Hunter S. Thompson, Upadek i demoralizacja na Derby Kentucky, in: Ha!art 41 (1/2913) 22-30. online  (abgerufen am 1. Juni 2017).
- Wakacje w Apocalipsie, (Ferien in der Apokalypse), in: Radar 8/2013 12-14 und in ukr. Übersetzung von Andrij Bondar 14-16, online  (abgerufen am 1. Juni 2017).
- (Mein Lwiw), in Zaxid.net, 9. Juni 2015, online  (abgerufen am 1. Juni 2017).

Eine Verlinkung auf englischsprachige Artikel in New Eastern Europe findet sich auf der Website der Zeitschrift.

## Blogs
- Polityka  (abgerufen am 1. Juni 2017)
- Facebook  (abgerufen am 1. Juni 2017)
- Verlinkung auf englischsprachige Artikel in New Eastern Europe